# (400294) 2007 TJ91
(400294) 2007 TJ91 es un asteroide perteneciente al cinturón de asteroides, descubierto el 13 de octubre de 2007 por el equipo del Observatorio Chante–Perdrix Dauban desde el Observatorio Chante–Perdrix Dauban, Dauban, Francia.

## Designación y nombre
Designado provisionalmente como 2007 TJ91.

## Características orbitales
2007 TJ91 está situado a una distancia media del Sol de 2,355 ua, pudiendo alejarse hasta 2,912 ua y acercarse hasta 1,797 ua. Su excentricidad es 0,236 y la inclinación orbital 8,431 grados. Emplea 1320,05 días en completar una órbita alrededor del Sol.

## Características físicas
La magnitud absoluta de 2007 TJ91 es 17,3.